# L'home de Califòrnia
L'home de Califòrnia (títol original: Encino Man) és una comèdia estatunidenca dirigida per Les Mayfield estrenada el 1992. Ha estat doblada al català.

## Argument
A Califòrnia, dos companys d'infantesa, Dave i Stoney, descobreixen un home de les cavernes presoner en una espessa escorça de gel, però que ha mantingut intactes les seves funcions vitals. Al Quebec, la seva regió d'origen, és sobrenomenat "Shainon" o "Shainovich Bomoski".
Dave, creu que l'home de les cavernes el farà popular i simpàtic però finalment resulta incòmode, i intenta treure-se'l de sobre; cosa que deixa furiós Stoney, que només vol ser el seu amic. Batejat Link (Linkavitch Chomofsky), els ensenya l'actitud tranquil·la i les claus de l'èxit amb les noies.

## Repartiment
- Sean Astin: Dave Morgan
- Brendan Fraser: Link
- Pauly Shore: Stoney Brown
- Megan Ward Robyn Sweeney
- Robin Tunney: Ella
- Michael DeLuise: Matt Wilson
- Jonathan Ke Quan: Kim
- Mariette Hartley: Sra. Morgan
- Richard Masur: M. Morgan
- Ellen Blain: Teena Morgan
- Rick Ducommun: M. Brush
- Michole White: Kathleen
- Furley Lumpkin: El professor de Ciències
- Steven Elkins: M. Beady
- Rosa McGowan: Nora
- Sicily Rossomando: Señorita Vasquez
- Erick Avari: Raji
- Gerry Bednob: Kashmir
- Mark Adair-Rios: Peyton
- Vince Lozano: Charlie

## Al voltant de la pel·lícula
- El film es va rodar a la Vall de San Fernando a Califòrnia.[3]
- Un telefilm titulat Encino Woman de dues hores, concebut com una continuació del film, va ser produït i difós a l'American Broadcasting Company el 20 d'abril de 1996.[3] L'argument és el despertar d'una jove i bonica dona adormida fa un milió d'anys.
- Premis 1992: Premis Razzie: Pitjor nova estrella (Pauly Shore)